# ندى مدني
ندى مدني عاشور عبدالله هي مصارعة مصرية ولدت في 16 أغسطس عام 2000

## السيرة الذاتية
مثلت ندى مدني مصر في دورة الألعاب الأولمبية الصيفية 2024 في باريس، وحصلت على المركز الحادي عشر في فئة 50 كجم للسيدات. 
وفازت بالميدالية الذهبية في بطولة المصارعة الأفريقية 2020 في الجزائر والميداليات الفضية في الألعاب الأفريقية 2019 و 2022 و 2023 في أكرا.   فازت أيضًا بالبرونزية في بطولة العالم للمصارعة U23 لعام 2022 في بونتيفيدرا. 
وقد حصلت ندي علي المركز السابع في دورة الألعاب المتوسطية 2022 التي أقيمت في وهران وحصلت ايضاً على الميدالية البرونزية في بطولة البحر الأبيض المتوسط للمصارعة عام 2018. وكانت في المركز الخامس في بطولة الألعاب العسكرية العالمية 2019 ، وكانت بطلة أفريقيا للناشئين (2017) وكانت وصيفة (2019). 

## روابط خارجية
- الملف الشخصي على Olympics.com - Nada Mohamed
- الموقع الإلكتروني للرياضة - النتائج

1. ↑  "Egy-Wrestling: Athlete profile Nada Medani". Egy-wrestling.com (بالإنجليزية). Archived from the original on 2024-11-27. Retrieved 2019-04-01.
2. ↑  "Athletes: Nada Mohamed". Olympics.com. مؤرشف من الأصل في 2024-08-15. اطلع عليه بتاريخ 2025-06-05.
3. ↑  "Athletes-Results: Nada Medani". United World Wrestling. مؤرشف من الأصل في 2024-11-26. اطلع عليه بتاريخ 2024-03-15.
4. ↑  "African Games 2023 Wrestling Results". Inside the Games. اطلع عليه بتاريخ 2024-03-20.
5. ↑  "Results of a sportsman: Nada Medani". The-sports.org. مؤرشف من الأصل في 2024-11-26. اطلع عليه بتاريخ 2022-05-23.
6. ↑  "United World Wrestling athlete profile: Nada Medani". Unitedwrestling.com. مؤرشف من الأصل في 2024-11-26. اطلع عليه بتاريخ 2019-04-01.